# Kanton Villeparisis
Der Kanton Villeparisis ist seit 2015 ein französischer Wahlkreis in den Arrondissements Meaux und Torcy im Département Seine-et-Marne und in der Region Île-de-France; sein Hauptort ist Villeparisis.

## Gemeinden
Der Kanton besteht aus sechs Gemeinden mit insgesamt 56.428 Einwohnern (Stand: 1. Januar 2022) auf einer Gesamtfläche von 39,43 km²:
| Gemeinde             | Einwohner 1. Januar 2022 | Fläche km² | Dichte Einw./km² | Code INSEE | Postleitzahl | Arrondissement |
| -------------------- | ------------------------ | ---------- | ---------------- | ---------- | ------------ | -------------- |
| Brou-sur-Chantereine | 5.094                    | 4,28       | 1.190            | 77055      | 77177        | Torcy          |
| Courtry              | 7.107                    | 4,16       | 1.708            | 77139      | 77181        | Torcy          |
| Le Pin               | 1.528                    | 6,70       | 228              | 77363      | 77181        | Meaux          |
| Vaires-sur-Marne     | 13.791                   | 6,02       | 2.291            | 77479      | 77360        | Torcy          |
| Villeparisis         | 26.794                   | 8,29       | 3.232            | 77514      | 77270        | Meaux          |
| Villevaudé           | 2.114                    | 9,98       | 212              | 77517      | 77410        | Meaux          |
| Kanton Villeparisis  | 56.428                   | 39,43      | 1.431            | 7723       | –            | –              |